# Soddiit
Soddiit je zelo redek uranov silikatni mineral s kemijsko formulo (UO2)2SiO4 • 2H2O. Ime je dobil po britanskem fiziku in radiokemiku Fredericku Soddyju (1877-1956).

## Nahajališča
Na svetu je samo nekaj nahajališč soddita: rudnik Shinkolobwe (Demokratična republika Kongo), Virgin Valley, Nevada in Gold Star Prospect,  Kolorado (ZDA),  dolina Krunkelbach (Schwarzwald, Nemčija), Zadní Chodov (Češka republika) in Mount Painter (Avstralija).